# Syndrome d'Aarskog
 Mise en garde médicale
Le syndrome d'Aarskog ou syndrome d'Aarskog-Scott est une maladie héréditaire caractérisée par une petite taille, des anomalies faciales, musculo-squelettiques et génitales.
Le syndrome d'Aarskog est une maladie génétique récessive liée à l'X. Cette maladie ne touche que les individus de sexe masculin, bien que des femmes puissent avoir une manifestation atténuée de certaines caractéristiques. Elle est causée par des mutations d'un gène appelé FGDY1, qui est situé sur le chromosome X.

## Symptômes
Nuque épaisse et tétons mal placés ou mal formés. 
Ce syndrome malformatif associe également un visage arrondi avec un éloignement important des yeux, un raccourcissement des pieds et des mains ainsi qu'une anomalie testiculaire avec un repli des bourses qui remontent au-dessus de la verge.

## Pronostic
Un retard mental léger peut être présent, mais les enfants touchés ont généralement de bonnes aptitudes sociales. 
Certains patients peuvent présenter une hypofertilité.
Des troubles de l'articulé dentaire peuvent nécessiter une correction orthodontique, et une cryptorchidie requérir une intervention chirurgicale.